# Championnats de Belgique d'athlétisme 2005
Les Championnats de Belgique d'athlétisme 2005 toutes catégories se sont déroulés les 9 et 10 juillet au stade Roi-Baudouin à Bruxelles, à l'exception du lancer du marteau qui a eu lieu le 10 juillet à Anderlecht.
Lors de l'édition de 2005 toutes les finales ont eu lieu le dimanche.
Le championnat national du 10 000 m hommes et femmes et le 3 000 m steeple ont eu lieu la semaine précédente,  le 6 juillet 2005 à Vilvorde.

## Résultats
| Hommes                | Prestation       | Catégorie         | Femmes                | Prestation       |
| --------------------- | ---------------- | ----------------- | --------------------- | ---------------- |
| Anthony Ferro         | 10 s 50          | 100 m             | Kim Gevaert           | 11 s 24          |
| Kristof Beyens        | 20 s 45          | 200 m             | Kim Gevaert           | 22 s 68          |
| Cédric Van Branteghem | 45 s 59          | 400 m             | Sandra Stals          | 53 s 30          |
| Tom Vanchaze          | 1 min 47 s 76    | 800 m             | Shanna Major          | 2 min 04 s 25    |
| Joeri Jansen          | 3 min 57 s 49    | 1 500 m           | Veerle Dejaeghere     | 4 min 14 s 40    |
| Stefan Van Den Broek  | 14 min 16 s 34   | 5 000 m           | Nathalie De Vos       | 16 min 22 s 25   |
| Guy Fays              | 29 min 30 s 94 * | 10 000 m          | Anja Smolders         | 34 min 50 s 34 * |
| -                     | -                | 100 m haies       | Elisabeth Davin       | 13 s 82          |
| Jonathan N'Senga      | 13 s 87          | 110 m haies       | -                     | -                |
| Piet Deveughele       | 50 s 70          | 400 m haies       | Madeleine Caboud      | 58 s 24          |
| Koen Wilssens         | 8 min 53 s 86    | 3 000 m steeple   | Sigrid Vanden Bempt   | 10 min 01 s 49 * |
| Stijn Stroobants      | 2,11             | Saut en hauteur   | Tia Hellebaut         | 1,90             |
| Kevin Rans            | 5,40             | Saut à la perche  | Irena Dufour          | 4,20             |
| Gert Messiaen         | 7,57             | Saut en longueur  | Jessica Van De Steene | 6,18             |
| Gert Brijs            | 14,70            | Triple saut       | Jessica Van De Steene | 13,08            |
| Wim Blondeel          | 18,35            | Lancer du poids   | Veerle Blondeel       | 15,74            |
| Jo Van Daele          | 59,97            | Lancer du disque  | Veerle Blondeel       | 54,22            |
| Marc Van Mensel       | 68,83            | Lancer du javelot | Cindy Stas            | 47,16            |
| Walter De Wyngaert    | 62,26 *          | Lancer du marteau | Irina Sustelo         | 51,34 *          |

* Couru le 6 juillet 2005 à Vilvorde

 ** Le lancer du marteau a eu lieu le 10 juillet 2005 à Anderlecht

## Sources
- Ligue Belge Francophone d'Athlétisme
- (nl) Résultats samedi, dimanche